# Annona manabiensis
Annona manabiensis е вид растение от семейство Annonaceae. Видът е критично застрашен от изчезване.

## Разпространение
Разпространен е в Еквадор.